# Esgrima als Jocs Olímpics d'estiu de 1912
Als Jocs Olímpics de 1912 realitzats a la ciutat d'Estocolm es realitzaren cinc proves d'esgrima, totes elles en categoria masculina. La competició es va disputar l'Östermalms IP.
Es mantingueren les competicions en espasa i sabre de forma individual i per equips, incorporant a la competició una nova modalitat en floret individual.

## Resum de medalles
| Prova                     | Or | Argent | Bronze |
| Floret individual detalls | Nedo Nadi | Pietro Speciale | Richard Verderber |
| Espasa individual detalls | Paul Anspach | Ivan Osiier | Philippe de Beaulieu |
| Espasa per equips detalls | Bèlgica Paul Anspach · Henri Anspach · Robert Hennet · Fernand de Montigny · Jacques Ochs · François Rom · Gaston Salmon · Victor Willems | Regne Unit Edgar Seligman · Edgar Amphlett · Robert Montgomerie · John Blake · Percival Davson · Arthur Everitt · Sydney Mertineau · Martin Holt | Països Baixos Adrianus de Jong · Willem van Blijenburgh · Jetze Doorman · Leonardus Salomonson · George van Rossem              |
| Sabre individual detalls  | Jenő Fuchs | Béla Békéssy | Ervin Mészáros |
| Sabre per equips detalls  | Hongria Jenő Fuchs László Berty Ervin Mészáros Dezső Földes Oszkár Gerde Zoltán Schenker Péter Tóth Lajos Werkner                         | Àustria Richard Verderber Otto Herschmann Rudolf Cvetko Friedrich Golling Andreas Suttner Albert Bogen Reinhold Trampler                         | Països Baixos Willem van Blijenburgh · George van Rossem · Adrianus de Jong · Jetze Doorman · Dirk Scalongne · Hendrik de Jongh |

## Medaller
| Posició | País          | Or | Argent | Bronze | Total |
| 1       | Hongria       | 2  | 1      | 1      | 4     |
| 2       | Bèlgica       | 2  | 0      | 1      | 3     |
| 3       | Itàlia        | 1  | 1      | 0      | 2     |
| 4       | Àustria       | 0  | 1      | 1      | 2     |
| 5       | Dinamarca     | 0  | 1      | 0      | 1     |
| 5       | Regne Unit    | 0  | 1      | 0      | 1     |
| 7       | Països Baixos | 0  | 0      | 2      | 2     |